# 황금의 상처
황금의 상처는 한국에서 제작된 홍일명 감독의 1959년 영화이다. 이예춘 등이 주연으로 출연하였고 이수길 등이 제작에 참여하였다.

## 출연

### 주연
- 이예춘
- 주증녀
- 조미령

## 제작진
- 조명: 이인식
- 녹음: 최칠복
- 미술: 백남준